# Prvenstvo Splitskog nogometnog podsaveza 1956./57.
Prvenstvo Splitskog nogometnog podsaveza je u sezoni 1956./57. predstavljalo ligu trećeg ranga nogometmog prvenstva Jugoslavije. 
 
Sudjelovalo je 12 klubova, a ligu je osvojio "Dalmatinac" iz Splita.

## Ljestvica
| Poredak | Klub                      | Utakmica | Pobjeda | Neodlučeno | Poraza | Postigli golova | Primili golova | Gol-razlika | Bodova |
| ------- | ------------------------- | -------- | ------- | ---------- | ------ | --------------- | -------------- | ----------- | ------ |
| 1.      | Dalmatinac Split          | 22       | 16      | 3          | 3      | 64              | 29             | +35         | 35     |
| 2.      | Sloga Zadar               | 22       | 12      | 5          | 5      | 64              | 31             | +33         | 29     |
| 3.      | Orkan Dugi Rat            | 22       | 9       | 7          | 6      | 45              | 37             | +8          | 25     |
| 4.      | Zmaj Makarska             | 22       | 10      | 5          | 7      | 38              | 41             | -3          | 25     |
| 5.      | Rudar Siverić             | 22       | 10      | 4          | 8      | 44              | 39             | +5          | 24     |
| 6.      | Omladinac Vranjic         | 21       | 10      | 4          | 7      | 55              | 53             | +2          | 24     |
| 7.      | Junak Sinj                | 22       | 9       | 3          | 10     | 54              | 49             | +5          | 21     |
| 8.      | Slaven Trogir             | 22       | 9       | 2          | 11     | 24              | 35             | -11         | 20     |
| 9.      | Solin                     | 21       | 6       | 7          | 8      | 28              | 38             | -10         | 19     |
| 10.     | Val Kaštel Stari          | 22       | 7       | 5          | 10     | 48              | 61             | -13         | 19     |
| 11.     | Dinara Knin               | 22       | 4       | 6          | 12     | 33              | 54             | -21         | 14     |
| 12.     | Jugovinil Kaštel Gomilica | 22       | 2       | 3          | 17     | 37              | 76             | -39         | 7      |

## Rezultatska križaljka
| kratica | klub                      | DAL | DIN | JUG | JUN | OML | ORK | RUD | SLA | SLO | SOL | VAL | ZMAJ |
| --- | ------------------------- | --- | --- | --- | --- | --- | --- | --- | --- | --- | --- | --- | ---- |
| DAL | Dalmatinac Split          |     |     |     |     |     |     |     |     |     |     |     |      |
| DIN | Dinara Knin               |     |     |     |     |     |     |     |     |     |     |     |      |
| JUG | Jugovinil Kaštel Gomilica |     |     |     |     |     |     |     |     |     |     |     |      |
| JUN | Junak Sinj                |     |     |     |     |     |     |     |     |     |     |     |      |
| OML | Omladinac Vranjic         |     |     |     |     |     |     |     |     |     |     |     |      |
| ORK | Orkan Dugi Rat            |     |     |     |     |     |     |     |     |     |     |     |      |
| RUD | Rudar Siverić             |     |     |     |     |     |     |     |     |     |     |     |      |
| SLA | Slaven Trogir             |     |     |     |     |     |     |     |     |     |     |     |      |
| SLO | Sloga Zadar               |     |     |     |     |     |     |     |     |     |     |     |      |
| SOL | Solin                     |     |     |     |     |     |     |     |     |     |     |     |      |
| VAL | Val Kaštel Stari          |     |     |     |     |     |     |     |     |     |     |     |      |
| ZMAJ | Zmaj Makarska             |     |     |     |     |     |     |     |     |     |     |     |      |
| |                           |     |     |     |     |     |     |     |     |     |     |     |      |
| podebljan rezultat - utakmice od 1. do 11. kola (1. utakmica između klubova) rezultat normalne debljine - utakmice od 12. do 22. kola (2. utakmica između klubova) rezultat nakošen - nije vidljiv redoslijed odigravanja međusobnih utakmica iz dostupnih izvora rezultat nakošen i smanjen * - iz dostupnih izvora nije uočljiv domaćin susreta prekrižen rezultat - poništena ili brisana utakmica p - utakmica prekinuta 3:0 p.f. / 0:3 p.f. - rezultat 3:0 bez borbe |                           |     |     |     |     |     |     |     |     |     |     |     |      |

 Izvori: 

## Kvalifikacije za I. zonu
U kvalifikacijama za najviši rang natjecanja "Dalmatinac" je svladao "Rudar" iz Trbovlja (2:0, 1:0), koji je tada bio drugoplasirani u lige Maribor - Varaždin - Celje.

## Poveznice
- Grupno prvenstvo Splitskog nogometnog podsaveza 1956./57.